# Омі (Наґано)

36°27′22″ пн. ш. 138°2′43″ сх. д. / 36.45611° пн. ш. 138.04528° сх. д.
О́мі (яп. 麻績村, おみむら, МФА: [omʲi muɾa]) — село в Японії, в повіті Хіґасі-Тікума префектури Наґано. Станом на 1 квітня 2009 площа села становила 34,38 км². Станом на 1 липня 2011 населення села становило 2925 осіб.